# Département Iriba
Das Département Iriba ist ein Département im Nordosten des Tschad. Es liegt im nordöstlichen Teil der Provinz Wadi Fira, die Hauptstadt ist Iriba. Beim Zensus im Jahr 2009 wurden 156.515 Einwohner gezählt. Mit Stand 31. Mai 2024 sind es allein 125.437 sudanesische Flüchtlinge, die in den Flüchtlingscamps im Département Iriba leben, die Gesamtbevölkerung dürfte damit seit 2009 stark gestiegen sein.
Das Département entstand 2012, als das bisherige Département Kobé aufgeteilt wurde in das Département Iriba und das westlich angrenzende Département Mégri.

## Unterteilung
Das Département Iriba ist seit 2012 in fünf Unterpräfekturen unterteilt:
- Iriba
- Ourba
- Tiné-Djagaraba
- Dougouba
- Maïba